# Stanko Breščak
Stanko Breščak, slovenski pesnik, * 2. junij 1911, Dobravlje, Ajdovščina, † 13. april 1960, Dobravlje, Ajdovščina.

## Življenje in delo
Bil je enajsti otrok v družini štirinajstih bratov in sester.  Ljudsko šolo je obiskoval v rojstnem kraju (1917–1924). Za nadarjenega fanta so se zavzeli župnik Ivan Rejec in kapucini iz samostana Vipavski križ in tako je odšel študirat francoščino v semenišče v Piacenzo. Ker pa je zbolel in šolanje opustil. Jeseni 1926 je bil sprejet v 3. razred malega semenišča v Gorici. Tu je ostal do 1928, ko je končal šolanje in se zaposlil pri goriški zavarovalnici La Fondiara. Po nekaj mesecih je resno zbolel na pljučih. Zdravil se je po raznih bolnišnicah, od 1938–1942 je živel pri starših, od leta 1942 v Milanu, po osvoboditvi pa se je vrnil domov.
Breščak je literarno začel delovati okoli leta 1934. Pisal je pesmi in prozo ter  likovno kritiko. Ker pa ga je njegovo dolgotrajno bolezensko stanje postavljalo v težke konfliktne situacije, je marsikaj od napisanega uničil sam, marsikaj pa se je zaradi neurejenih razmer porazgubilo. Največ pa je bilo uničenega, ko so okupatorji leta 1943 požgali domačo hišo, kjer so z ostalim vred zgoreli tudi njegovi rokopisi. Prva leta po osvoboditvi je bil kulturni delavec ter se je z ogromno energijo vrgel na delo za obnovo domovine. V tem času je tudi pisal poezijo. Uspelo pa mu je objaviti le malo pesmi. Nekaj jih je bilo objavljenih v Slovenskem Jadranu, ki je izhajal kot priloga Primorskih novic in koledarju Mohorjeve družbe v Celju. Od pesmi, ki so se ohranile v rokopisu je tudi epska pesnitev Naša pravda.